# Cantón Playa Grande
Cantón Playa Grande es una localidad del estado mexicano de Chiapas. Es parte del municipio de Huixtla.

## Demografía
| Gráfica de evolución demográfica |
|                                  |

| Censo | Población |
| ----- | --------- |
| 1921  | 62        |
| 1930  | 78        |
| 1940  | 2         |
| 1950  | 135       |
| 1960  | 817       |
| 1970  | 1 155     |
| 1980  | 1 418     |
| 1990  | 1 202     |
| 2000  | 968       |
| 2010  | 736       |
| 2020  | 1 131     |